# Androclus en de leeuw

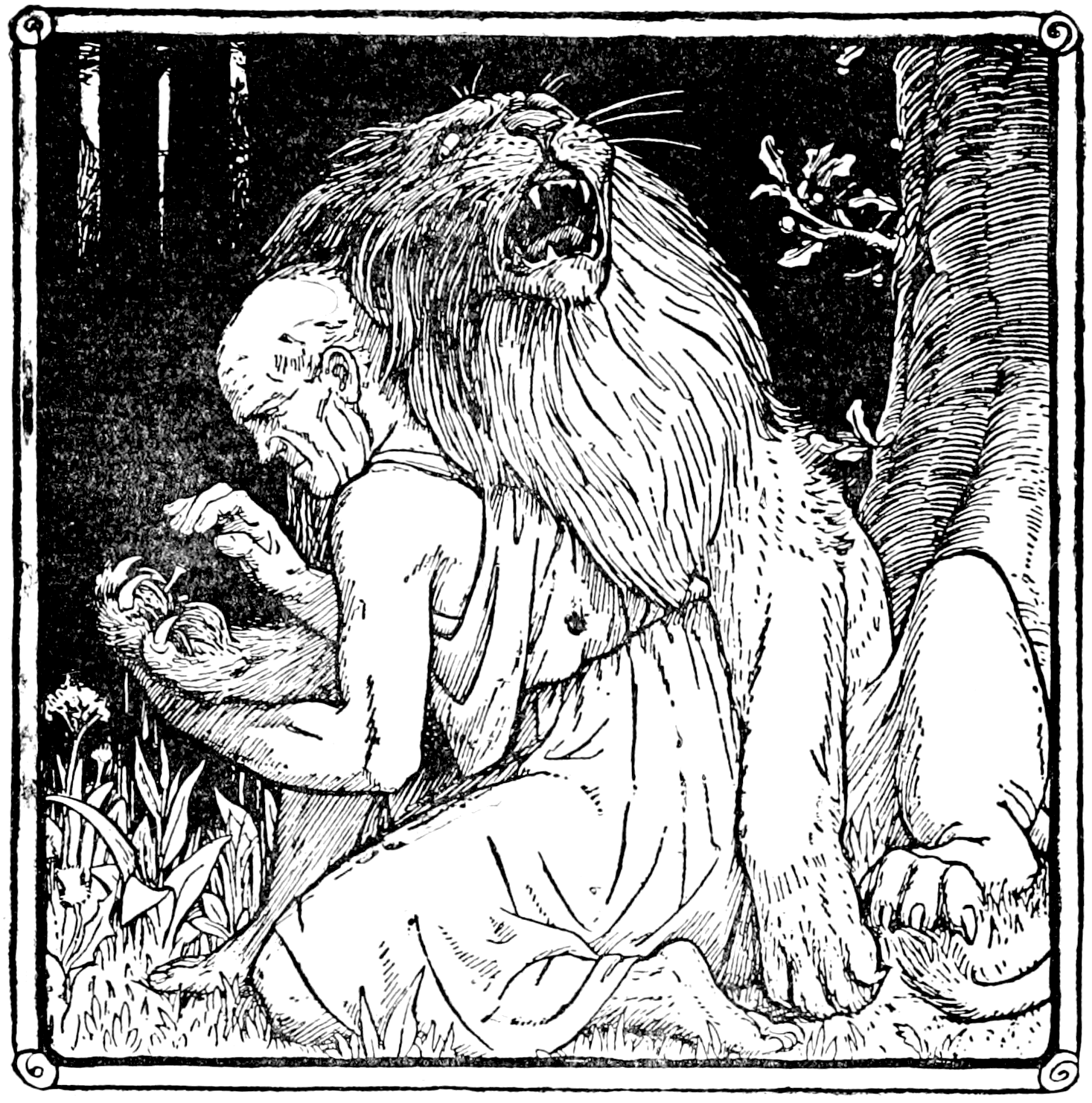
Androcles trekt de doorn uit de poot van de leeuw. Illustratie door John D. Batten voor Europa's Fairy Book (1916).

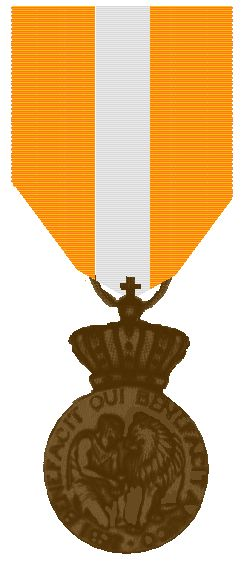
Medaille in Brons

Androclus en de leeuw is een legende of volksverhaal uit de klassieke oudheid. De oudst bewaarde tekst komt voor in Attische Nachten van de tweede-eeuwse Romeinse schrijver Aulus Gellius (5, 14), die zelf zegt het te hebben overgenomen uit het 5e boek van de (niet bewaard gebleven) Aegyptiaca van Apion Plistonices, een Alexandrijnse historicus uit het begin van de Romeinse keizertijd. Apion stelt met nadruk dat hij de geschiedenis niet elders gelezen of gehoord heeft, maar er zelf getuige van was. Het is een klassiek verhaal waarvan het motief de wederkerigheid van barmhartigheid is. Androclus wordt ook wel Androcles of Androkles genoemd, de Griekse versie van de naam. 

## Het verhaal
De slaaf Androclus is weggevlucht van zijn meester, een gepensioneerde consul in Noord-Afrika, omdat hij elke dag zweepslagen kreeg. Hij verstopt zich in een grot in de woestijn. De grot blijkt een leeuw te herbergen, jammerend van pijn omdat er een doorn in zijn poot zit. Androclus bevrijdt de leeuw van zijn doorn en de leeuw wordt uit dankbaarheid tam bij hem. Ze blijven bij elkaar en delen elkaars voedsel, drie jaar lang. Dan begint Androclus weer te verlangen naar de mensenwereld. Maar als hij teruggaat wordt hij meteen gearresteerd als ontvluchte slaaf, en meegenomen naar Rome. Hij wordt naar het Circus Maximus gevoerd om door wilde dieren verscheurd te worden voor de ogen van 'keizer Gaius' (Caligula) en een duizendkoppig publiek. 
De vervaarlijkste, allergrootste leeuw in het Circus komt op hem af, en - vreet hem niet op, maar begint te kwispelen, en de verschrikte Androclus aan zijn handen en voeten te likken. De slaaf herwint zijn moed, herkent zijn oude vriend en ze begroeten elkaar hartelijk! Bij het zien van dit tafereel barst het hele stadion uit in verbaasd geschreeuw, en de keizer beveelt zijn soldaten om Androclus bij hem te brengen. De slaaf vertelt hem zijn verhaal. Het enthousiaste publiek vraagt om clementie, en Androcles wordt vrijgesproken, en begiftigd met zijn leeuw. En ze leefden nog lang en gelukkig. En nog jarenlang kon je Androclus met zijn leeuw aan een dunne riem de winkels en taveernes zien bezoeken, waar hij bestrooid werd met geld, en de leeuw met kluifjes en bloemen.

## Navolgingen
Het verhaal werd in de derde eeuw ook verteld door Claudius Aelianus (Historia animalium 7, 48), die het uit dezelfde bron had als Aulus Gellius. Latere navolgingen echter volgden de versie van de veel bekendere Gellius. De 12e-eeuwse Engelse auteur Johannes van Salisbury nam het op in zijn Policraticus als illustratie van de dankbaarheid die dieren kunnen tonen. In de 16e eeuw vertaalde Michel de Montaigne het verhaal in zijn Essais in het Frans. George Bernard Shaw gebruikte het verhaal voor zijn toneelstuk Androcles and the Lion (1912). Hij plaatste het in de tijd van de christenvervolgingen en liet in een brede uitwerking zijn eigen ideeën de vrije loop.
De verhaallijn met Lambik en de leeuw Titus uit Suske en Wiske - Het geheim van de gladiatoren (1953-1954) maakt ook gebruik van deze legende.

## Symboliek
Androclus die de doorn uit de poot van de leeuw haalt is afgebeeld op de Nederlandse Erkentelijkheidsmedaille 1940-1945. Het is ook het zinnebeeldige logo van de faculteit Diergeneeskunde van de Universiteit Utrecht.

## Referentie
- G.J.M. Bartelink, ‘Androclus en de leeuw. De geschiedenis van een literair motief’, in Hermeneus 51 (1979) 2-13